# Mars 1888

## Événements
- 8 mars : fondation de la Compagnie du Mozambique au Portugal (Companhia de Moçambique, charte en 1891).

- 9 mars : mort de Guillaume Ier d'Allemagne, Frédéric III d'Allemagne, son fils (déjà malade) lui succède au trône mais il meurt le 15 juin.

- 11 - 14 mars : le Grand blizzard de 1888 paralyse la côte atlantique des États-Unis et du Canada.

- 12 mars : Cecil Rhodes fonde la De Beers Consolidated Mines Ltd, qui fournira près de 50 % des diamants extraits en Afrique.
- 15 mars : Découvertes des ondes électromagnétiques par Heinrich Rudolf Hertz

- 16 mars : annexion du royaume de Raiatea et Tahaa à la France.

- 18 mars: annexion du Royaume de Bora-bora à la France.

- 20 mars : victoire des troupes britanniques sur les tibétains à Mount Lungdo[1].
  - Encouragée par le traité de Yantai (1876), la Grande-Bretagne attaque le Tibet. Elle se heurte dans un premier temps à la résistance de l’armée et de la population tibétaine. Mais le gouvernement chinois interdisant aux tibétains de résister, les troupes britanniques poursuivent leur avancée. Le nord du Sikkim tombe sous protectorat britannique.

- 26 mars :
  - début du règne de Seyyid Khalifa ibn Saïd (en), sultan de Zanzibar (mort en 1890).
  - couronnement de Agyeman Prempeh Ier (Kwaku Dua III), asantehene des Ashanti, élu le 5 mars (fin en 1931, exilé de 1896 à 1924). Régence de sa mère Yaa Kyaa[2].

- 31 mars : le général Boulanger est mis à la retraite. Il se présente aux législatives partielles dans le Nord, puis à Paris où il est élu triomphalement (avril - août).

## Naissances
- 4 mars : Marcel Berthet, coureur cycliste français († 7 avril 1953).
- 12 mars : Harry C. Ingles, militaire américain († 15 août 1976).
- 13 mars : Paul Morand, écrivain français († 23 juillet 1976).
- 17 mars :
  - André Fribourg-Blanc (mort le 13 janvier 1963), médecin général neuropsychiatre
  - Henri Gance (mort le 29 novembre 1953), haltérophile français
  - Louis Berings (mort le 22 mai 1966), dessinateur de presse, caricaturiste, peintre belge
  - Paul Ramadier (mort le 14 octobre 1961), politicien français
- 19 mars : Léon Scieur, coureur cycliste belge († 7 octobre 1969).
- 22 mars : Joseph Samson, compositeur, maître de chapelle et écrivain français († 9 juillet 1957).

## Décès
- 1er mars : Victor Bourgeau, architecte.
- 9 mars : Guillaume Ier, remplacé par Frédéric III d'Allemagne.
- 17 mars : Pierre Marguérite Édouard Timbal-Lagrave (né le 4 mars 1819), botaniste français
- 30 mars : Édouard Jean Conrad Hamman, peintre, graveur et illustrateur belge (° 24 septembre 1819).